# Holcocera texanella
Holcocera texanella é uma espécie de mariposa do gênero Holcocera pertencente à família Coleophoridae.